# WWE 2K24
WWE 2K24 – komputerowa gra sportowa o tematyce wrestlingu stworzona przez Visual Concepts i wydana przez 2K. Jest to dwudziesta czwarta odsłona serii WWE, dziesiąta pod szyldem WWE 2K i następca WWE 2K23. Została wydana 8 marca 2024 roku na platformach Microsoft Windows, PlayStation 4, PlayStation 5, Xbox One i Xbox Series.
WWE 2K24 otrzymała w większości przychylne recenzje po premierze, a krytycy uznali, że w dużej mierze składa się z przyrostowych ulepszeń i udoskonaleń w stosunku do swojego poprzednika.

## Rozgrywka
Podobnie jak jej poprzedniczka, WWE 2K24 oferuje zręcznościową i symulacyjną rozgrywkę wrestlingową. Do serii powróciło kilka gimmickowych walk, takich jak ambulance match, casket match, gauntlet match i walki z udziałem specjalnych sędziów. Tryb "Backstage Brawl" został zaktualizowany o większą różnorodność broni i tryb wieloosobowy dla czterech graczy. Nowe funkcje walki obejmują "Super Finishery" - które pozwalają graczom na użycie wszystkich trzech ładunków finishera jednocześnie, aby wykonać ruch o większej mocy, możliwość nurkowania na grupy przeciwników oraz nowe rodzaje obiektów jako broni, takie jak mikrofony i kosze na śmieci.
Tryb Showcase, zatytułowany "Showcase... of the Immortals", jest poświęcony ważnym walkom z historii WrestleManii, w tym odtworzeniom odpowiednich aren (takich jak arena WrestleManii 39), od Ricky Steamboat VS. Randy Savage na WrestleManii III o mistrzostwo WWE Intercontinental Championship do Roman Reigns VS. Cody Rhodes na WrestleManii 39 o Undisputed WWE Universal Championship (pasy WWE i Universal), którego kulminacją jest fikcyjny 30-osobowy Royal Rumble match na arenie WrestleManii X z udziałem wszystkich supergwiazd przedstawionych w gablocie w celu wyłonienia "mistrza WrestleManii". Gra zawiera materiały archiwalne wplecione w rozgrywkę, a także segmenty opowiadane przez różnych wykonawców WWE, w tym Hulka Hogana, Setha Rollinsa i Cody’ego Rhodesa, a gospodarzem tego showcase’u jest Corey Graves.
Tryb MyGM jest podobny do 2K23, ale dodaje dodatkowe funkcje, takie jak możliwość zakupu stałych ulepszeń do produkcji, wyszukiwania talentów i przeprowadzania ofert handlowych między markami po wydarzeniach. Zawiera również czterech nowych menedżerów (Paul Heyman, Ted DiBiase, Teddy Long i William Regal) oraz nową markę, ECW. MyUniverse zostało podobnie zaktualizowane o dodatkowe funkcje, w tym więcej rodzajów run-inów oraz wsparcie walk o dwa tytuły i loser leaves town matchów. Samouczek w grze został odnowiony z różnymi lekcjami skupiającymi się na różnych mechanikach w grze, z udziałem różnych supergwiazd, które trenują tutaj w WWE Performance Center, a wszystko to kończy się sesją treningową między Cody Rhodesem i Romanem Reignsem, z opcją przypięcia Reignsa, aby zakończyć sesję. Zawierał również film wprowadzający do odnowionego samouczka od Cathy Kelley i trenera Drew Gulaka. Tryb MyRise w 2K24 zawiera dwie kampanie, kampanię dywizji męskiej "Undisputed" i kampanię dywizji kobiecej "Unleashed". Undisputed podąża za "The Dark Horse", nowo koronowanym mistrzem Undisputed, który próbuje uciec z cienia Romana Reignsa. Unleashed podąża za "The Captain", zapaśniczką z sceny niezależnej, która niedawno podpisała kontrakt z WWE.

## Rozwój
W maju 2023 roku, podczas corocznego kwartalnej konferencji zarobkowej przez spółkę holdingową 2K, Take-Two Interactive, WWE 2K24 zostało ogłoszone jako nadchodzący tytuł, który ma zostać wydany w marcu 2024 roku podatkowego.
Gra została oficjalnie zapowiedziana 22 stycznia 2024 roku, a jej premiera odbędzie się 8 marca na platformy Microsoft Windows, PlayStation 4, PlayStation 5, Xbox One, Xbox Series. Cody Rhodes został ogłoszony gwiazdą okładki edycji standardowej, podczas gdy Rhea Ripley z The Judgment Day i Bianca Belair zostały ogłoszone gwiazdami okładki edycji deluxe. Zapowiedziano również edycję "40 Years of WrestleMania", której okładka zawiera kolaż obecnych i byłych zawodników WWE.

## Premiera gry
Gra została wydana 8 marca 2024 roku. W Stanach Zjednoczonych wszystkie kopie gry zawierają miesięczną wersję próbną Peacock. Bonusy w przedsprzedaży obejmowały cyfrową kopię WWE 2K23 oraz pakiet Nightmare Family z czterema postaciami (Stardust, "Undashing" Cody Rhodes, Dusty Rhodes i Billy Graham) i trzema złotymi kartami MyFaction (w tym "Bruised" Cody Rhodes jako figurka Mattel WWE Elite Series i pies Rhodesa Pharaoh jako menedżer). Edycja Deluxe dodała wczesny dostęp rozpoczynający się 5 marca, przepustkę sezonową i dodatki, takie jak możliwość natychmiastowego odblokowania całego składu gry, "Mega-Boost" dla niestandardowych wrestlerów w trybie MyRise oraz alternatywne stroje dla Bianki Belair i Rhei Ripley.
40 Years of WrestleMania Edition to super-zestaw edycji deluxe, który zawiera również arenę WrestleManii XL, odblokowuje cały skład w trybie 2K Showcase, a także dodaje alternatywne stroje i karty MyFaction dla Charlotte Flair, Randy’ego Savage’a, Reya Mysterio, Rhei Ripley i Triple H w oparciu o ich najbardziej znaczące występy na WrestleManii.
Edycja Braya Wyatta została wydana 16 października 2024 roku. Zawierała ona całą zawartość z edycji 40 Years of Wrestlemania Edition, a także postać Wyatta "Eater of Worlds" jako figurkę akcji Mattel WWE Elite Series, nową wersję postaci Wyatta "The Fiend", zaktualizowaną wersję postaci Bo Dallasa "Uncle Howdy", pas Universal Championship "The Fiend" Wyatta, kartę menedżera Firefly Funhouse dla MyFaction i 67 500 VC. Podobny zestaw, który zawierał podstawową grę i pakiet Braya Wyatta, został wydany tego samego dnia.